# ARTTV
arttv.ch ist eine multimediale Internetplattform, die mit Videoreportagen über das Schweizer Kulturgeschehen berichtet. Sie wurde 2004 von Felix Schenker unter dem Namen «art-tv.ch – das Schweizer Kulturfernsehen im Netz» als gemeinnütziger Verein in Zürich gegründet. Ziel des Vereins ist die audio-visuelle Kulturvermittlung in der Schweiz, was mit Videoclips über das Schweizer Kulturgeschehen erreicht werden soll.
Seit der Gründung wurden rund 6500 Videoreportagen produziert (Stand 2025). 2013 wurde die Plattform mit der Website festivalonline.ch erweitert, die die Schweizer Filmfestivals abbildet.  2021 konnte arttv.ch dank der Finanziellen Unterstützung durch das Bundesamt für Kultur, Sektion Film mit der Website clickcinema.ch erweitern, die sich der Filmpublizistik in französischer Sprache widmet. Der Verein mit Sitz in Zürich hat rund 750 Mitglieder (Stand 2013) und ist gemäss Statut politisch neutral. Präsident des Vereins ist der ehemalige Kulturdirektor der Stadt Zürich, Jean-Pierre Hoby, von 2008 bis 2016 stand Roy Oppenheim arttv.ch vor. Gründungspräsident war Felix Schenker von 2004 bis 2008.

## Geschichte
Der Gründer, Felix Schenker, war bis 2004 Galerist und Publizist in Luzern. Radio und Fernsehen berichten seiner Meinung nach immer weniger und nur noch in Randzeiten über Kultur. Da sich Schenker beruflich bereits seit Anfang der 1990er Jahre mit Neuen Medien befasste, wollte er dieses Medium auch für die Vermittlung von Kultur nutzen. Gemeinsam mit Leuten aus Film- und Kulturkreisen gründete er nach einer Testphase im Mai 2004 arttv.ch. Personen mit Berufserfahrung in den Bereichen Kulturvermittlung, Videoproduktion, Publizistik, Künste, Marketing und Webpublishing ergänzten nach und nach das Projektteam. Der Kanton Basel-Landschaft war der erste Schweizer Kanton, der arttv.ch finanziell unterstützte. Der Kulturbeauftragte des Kantons, Niggi Ullrich, vollzog damit einen Paradigmawechsel: Nie zuvor wurde ein Medium von der öffentlichen Hand mit Direktzahlungen unterstützt. Ullrich folge damit einem neuen Verständnis der Kulturkommunikation, wonach die Kulturszene selber zu einer Art Medienunternehmen werden sollte. Es folgten als weitere finanzielle Unterstützer die Kantone Nidwalden und Uri sowie die Städte Zürich und Winterthur. und die Volkart Stiftung. Heute wird arttv.ch von der Mehrheit der Deutschschweizer Kantone durch Leistungsvereinbarungen unterstützt wie auch im Bereich Film durch das Bundesamt für Kultur, Sektion Film.

## «CLICK».
2015 lancierte arttv.ch das erste multimediale Kulturmagazin der Schweiz, das eMagazin CLICK. Chefredaktor ist Felix Schenker. CLICK erscheint monatlich. Ursprünglich erschien ein Heft für alle Kultursparten. Inzwischen werden drei unterschiedliche Ausgaben produziert: CLICK ART, CLICK CINEMA, CLICK STAGE. Die Magazine sind kostenlos.

## Veranstaltungen
Seit 2005 verleiht der Verein die Schweizer Ehrenperle Kultur. Im Juni 2006 initiierte er die 1. Schweizer Film-Landeswallfahrt nach Einsiedeln. arttv.ch lancierte unter der Bezeichnung Schweizer Filmperlen, den ersten Filmkritierpreis der Schweiz. Jährlich wurden die fünf besten Schweizer Filme erkoren. Der erste Preisträger war 2005 Stefan Schwietert für seinen Film Accordion Tribe. Der Preis wurde an den Solothurner Filmtagen übergeben und von Monika Schärer moderiert.

## Patronatskomitee
Mitglieder des Patronatskomitees sind bzw. waren: Ruth Binde, This Brunner, Henry Levy, Dieter Meier, Noëmi Nadelmann, Ellen Ringier, Pipilotti Rist, Madeleine Schuppli, Emil Steinberger, Gilles Tschudi und Stina Werenfels.